# Національний парк Сан'інкайґан
Національний парк Сан'інкайґан (яп. 山陰海岸国立公園, San'in Kaigan Kokuritsu Kōen) — національний парк у префектурах Тотторі, Хіоґо та Кіото, Японія. Заснований у 1963 році парк безперервно проходить уздовж узбережжя Японського моря від Тотторі до Кьо-Танґо. Парк займає 87,83 км². Національний парк Санін Кайґан відомий своїми численними затоками, скелями, островами та печерами.

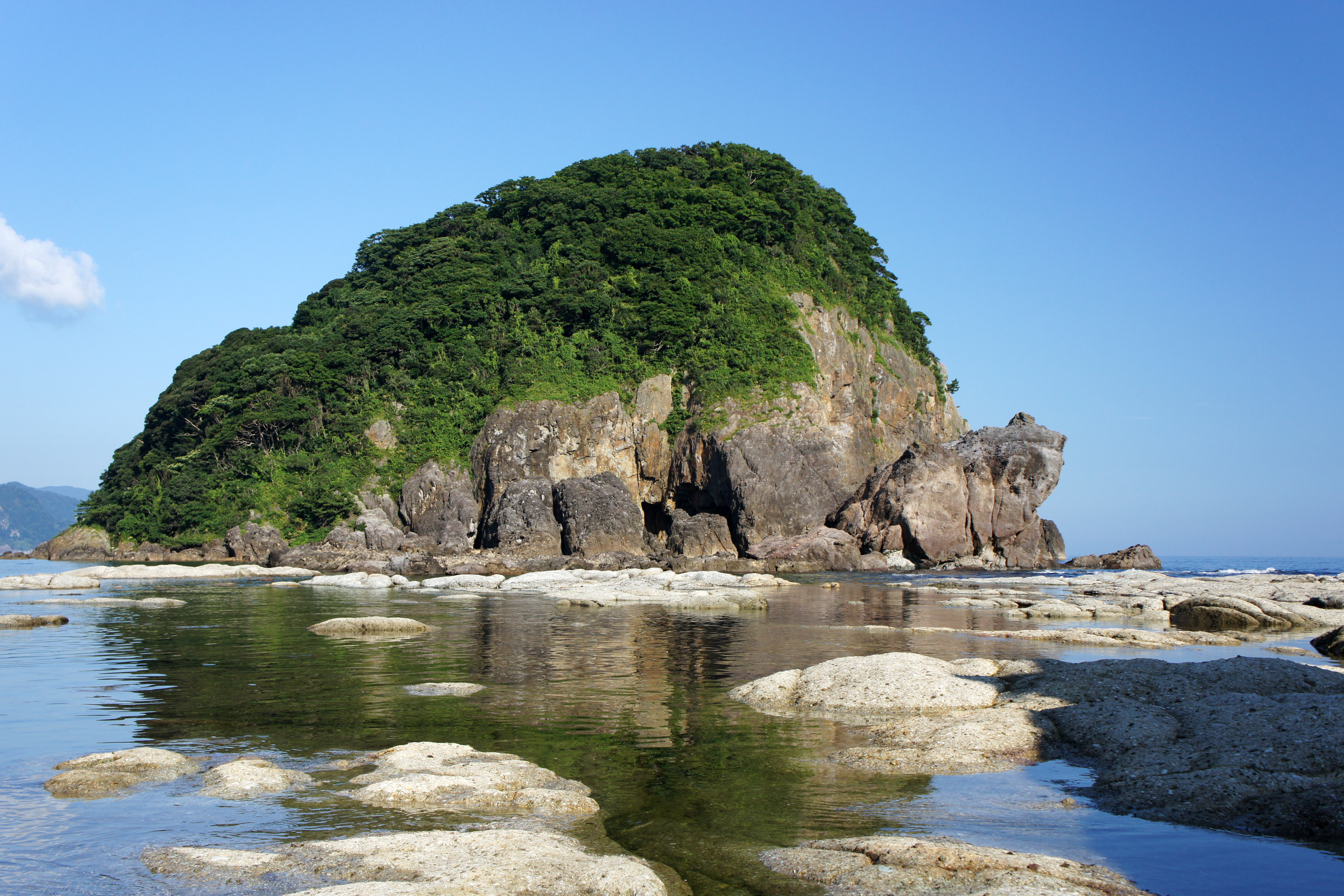
Імагура на узбережжі Касумі в Камі, префектура Хіого, Японія.

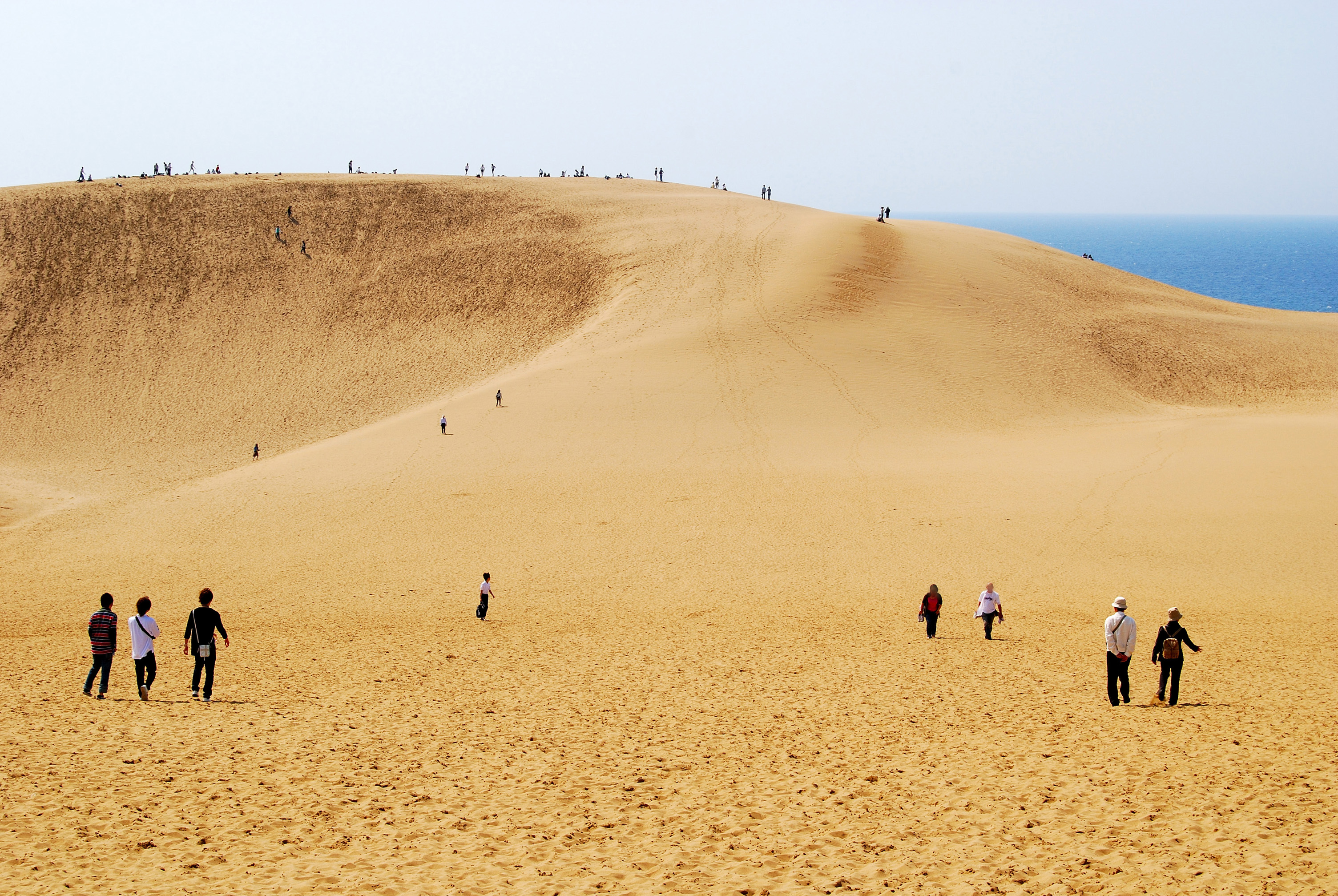
Піщані дюни в Тотторі в Тотторі, префектура Тотторі, Японія.

Уся територія цього національного парку є частиною глобального геопарку Санін Кайґан.

## Цікаві місця
- Печера Ґенбудо (яп. 玄武洞)
- Узбережжя Касумі (яп. 香住海岸)
- Узбережжя Тадзіма (яп. 但馬海岸)
- Узбережжя Такено (яп. 竹野海岸)
- Піщані дюни в Тотторі
- Берег Урадоме (яп. 浦富海岸)[4][5][6][7]

## Визначний тваринний і рослинний світ
- Сосна Тунберга, японська чорна сосна
- Ластівка міська
- Мартин чорнохвостий[1]

## Споріднені муніципалітети
- Кіото: Кьо-Танґо
- Хіого: Камі, Сіньонсен, Тойоока
- Тотторі: Івамі, Тотторі[8]